# Гориця (Бургаська область)
Гори́ця (болг. Горица) — село в Бургаській області Болгарії. Входить до складу громади Поморіє.

## Населення
За даними перепису населення 2011 року у селі проживали 864 особи.
Національний склад населення села:
| Національність   | Кількість осіб | Відсоток |
| ---------------- | -------------- | -------- |
| болгари          | 474            | 88,6%    |
| турки            | 43             | 8,0%     |
| цигани           | 0              | 0%       |
| Всього відповіли | 535            |          |

Розподіл населення за віком у 2011 році:
Динаміка населення: